# 一徳路駅
一徳路駅（いっとくろえき、中文表記: 一德路站、英文表記: Yide Lu Station）は、中華人民共和国広東省広州市越秀区にある広州地下鉄6号線の駅。2015年1月28日に正式開業した。

## 駅構造
- 島式ホーム1面2線の地下駅。

### 駅階層
| 地下 一階 | コンコース                           | 自動券売機、サービスセンター、駅警備室 |
| 地下 二階 | 連絡通路                             | 連絡通路                               |
| 地下 三階 | ホーム                               | ←■6号線潯峰崗方面へ（文化公園駅）      |
| 地下 三階 | 島式ホーム、車両左側のドアが開閉する |                                        |
| 地下 三階 | ホーム                               | ■6号線長湴方面へ（海珠広場駅）→        |

|  |  |

## 利用状況
一徳路は、ドライフルーツ、海鮮、玩具等の雑貨の卸売りで有名であり、いつも行き来する人が多い。また、付近には石室聖心大教堂、大型病院、中小学校も多いことから、平日でも乗降客は多く、ラッシュアワーではさらに多い。

## 駅周辺
- 長堤真光中学
- 広州市第三中学
- 石室聖心大聖堂
- 広州東亜大酒店
- 海珠市場
- 栄恆国際玩具文具精品市場
- 山海城
- 中山大学孫逸仙紀念医院
- 広州民間金融街

## 歴史

### 計画
1997年の「広州市城市快速軌道交通線網規画研究（最終報告）」によると、7号線の文化公園駅と海珠広場駅の中間に駅を設置するとされていたが、位置は現在よりも南側に計画されていた。2003年の計画によると、上記7号線は6号線となり、駅を現在の位置に設置するとし、所在地の道路名から一徳路駅と命名した。

### 建設
2005年、本駅建設時、一徳路と海珠南路の交差点の東北部分にある断層地塊に建っている家屋を取り壊す必要があった。しかし、ある家屋の借主が政府が示した補償額に満足せず、巨額の補償を要求し協力しなかった。協議は平行線のまま家屋を取り壊し、地下鉄路線を建設した。路線は先に完成したものの、本駅の建設は違法状態が続いていた。6年後の2011年後半、借主の借用期限が来たため、政府は香港居住の家屋所有者を探し出し、当該家屋の取り壊しに合意し、政府の補償を受け入れることにより、ようやく合法的な取り壊し手続きが終了した。しかし、工期は71ヶ月(5年11ヶ月)遅延したため昼夜を問わず突貫工事を行った結果、付近の住民に影響を与えたため、モデルガンによる襲撃を受けた。これらの工期の遅れのため、6号線開業の2013年12月28日には間に合わず、電車は本駅を通過した。
2014年9月、ようやく駅本体工事が完成し、電気工事を開始した。2015年1月25日に全ての工事が完了し、同年1月28日に運用を開始した。

## 沿革
- 2015年1月28日 - 本駅が開業[6]

## 隣の駅
広州市地下鉄道総合公司
広州市地下鉄6号線
文化公園駅 - 一徳路駅 - 海珠広場駅